# Bernhard Schwertfeger

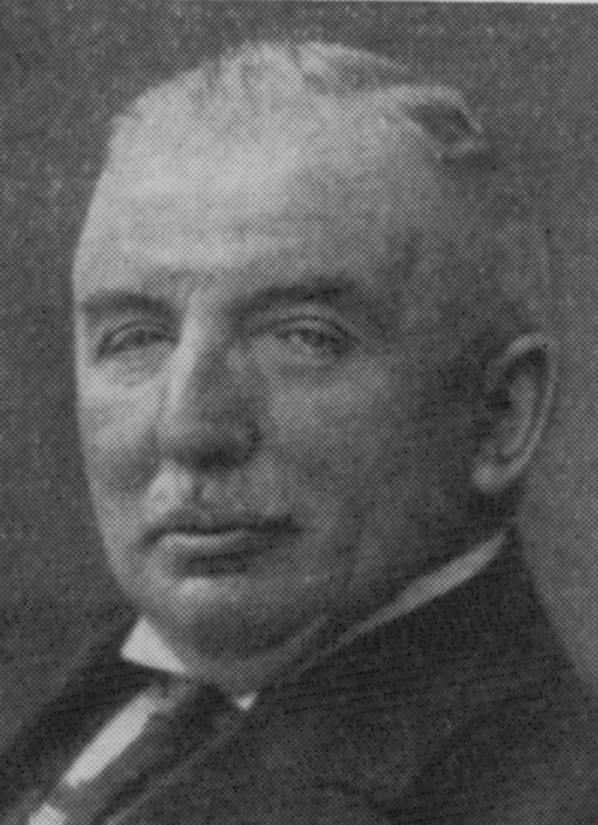
Bernhard Schwertfeger

Bernhard Heinrich Schwertfeger bzw. Schwerdtfeger (* 23. September 1868 in Aurich,  Norddeutscher Bund; † 13. Januar 1953 in Neckargemünd, Bundesrepublik Deutschland) war ein deutscher Militär und Historiker.

## Offizier
Schwertfeger, der 1888 zunächst im sächsischen Militär gedient, dann an der Kriegsschule Hannover gelernt hatte, wurde 1913 als Artillerieoffizier in die preußische Armee übernommen und nach Abschluss der preußischen Kriegsakademie, an der er von 1910 bis 1914 auch selbst als Lehrer unterrichtete, 1913 in den Großen Generalstab berufen. Dort diente er auch während des Ersten Weltkrieges, ehe er 1916 als Oberst bzw. Generalmajor aus dem aktiven Dienst ausschied. Danach arbeitete er bis 1917 als Leiter der Sektion VI (Archivabteilung) in der Politischen Abteilung des Generalgouvernements in  Belgien, ab 1918 dann im Auswärtigen Amt des Deutschen Reiches.

## Kriegsschuldleugner
Im Auftrage des Auswärtigen Amtes und der Zentralstelle für Erforschung der Kriegsursachen veröffentlichte und kommentierte Schwertfeger nach dem Krieg in revisionistischer und apologetischer Absicht u. a. Amtliche Aktenstücke zur Geschichte der Europäischen Politik, zu denen auch Die Belgischen Dokumente zur Vorgeschichte des Weltkrieges zählten. Dabei handelte es sich um bei der Besetzung Belgiens, Brüssels bzw. des belgischen Außenministeriums in deutsche Hände gefallene Aktenstücke und Zirkulare, die in Auszügen schon während des Krieges in propagandistischer Absicht veröffentlicht worden waren. Schwertfeger bemühte sich darin – wie in vielen weiteren seiner Werke – anhand der Einschätzungen belgischer Diplomaten wie Jules Greindl und Eugène Beyens aufzuzeigen, dass vor allem französischer Revanchismus, russischer Panslawismus und britische Einkreisungspolitik zum Kriegsausbruch geführt hätten, das Deutsche Reich also zumindest nicht die alleinige Kriegsschuld getragen habe. Der von Schwertfeger um eine Beurteilung seiner Arbeiten gebetene spätere Bundespräsident Theodor Heuss sah in der Überbewertung politischer Einschätzungen einzelner belgischer Diplomaten keine zentrale Bedeutung und hielt Schwertfegers Aufsätze daher für politisch nicht zweckmäßig. Unabhängig von dieser Beurteilung haben Schwertfegers Werke aber dokumentarisch-zeitgeschichtliche Bedeutung.
Von 1920 bis 1928 war Schwertfeger zudem Sachverständiger des Untersuchungsausschusses des Reichstages zur Erforschung der Ursachen des deutschen Zusammenbruchs im Weltkrieg sowie im Dolchstoß-Prozess. Nachdem im Zuge der Weltwirtschaftskrise die vom Deutschen Reichstag subventionierte Deutsche Verlagsgesellschaft für Politik und Geschichte zahlungsunfähig geworden war, versuchte Schwertfeger 1930/31 vergeblich, ausstehende Honorare aus Veröffentlichungen als Sachverständiger einzuklagen.

## Historiker
Anfang der 1920er Jahre lebte Schwertfeger in Bad Pyrmont. Ab 1925 bzw. 1926 dozierte Schwertfeger als Lehrbeauftragter für Kriegsgeschichte zunächst an der Technischen Hochschule Hannover, wurde dann anlässlich seines 60. Geburtstags 1928 Ehrendoktor (der Philosophischen Fakultät) der Universität Göttingen und gab ab 1929 bzw. 1930 als Lehrbeauftragter für Wehrwissenschaften dann zusätzlich auch dort Vorlesungen (am Institut für Mittlere und Neuere Geschichte). Zunächst für die Volkskonservative Vereinigung, dann bei der Reichstagswahl im März 1933 für die Deutsche Volkspartei kandidierte Schwertfeger erfolglos im Wahlkreis Göttingen. Im Dritten Reich beendete er 1937 seine Lehrtätigkeit, veröffentlichte aber weiter und erhielt während des Zweiten Weltkrieges 1940 vom NS-Regime bzw. von der Preußischen Akademie der Wissenschaften die silberne Leibniz-Medaille und anlässlich seines 75. Geburtstages 1943 die Goethe-Medaille für Kunst und Wissenschaft.
Nach dem Krieg wurde Schwertfeger in der Sowjetischen Besatzungszone als NS-Wehrpolitiker eingestuft bzw. als einer jener Autoren, deren sämtliche Werke aus dem Bestand zu entfernen sind, und mehrere seiner Bücher wurden dort 1946 und 1947 auf die Liste der auszusondernden Literatur gesetzt. In der US-Zone durfte er weiterhin veröffentlichen.
Der Journalist Walter Schwerdtfeger war Bernhard Schwertfegers Neffe.

## Veröffentlichungen (Auswahl)

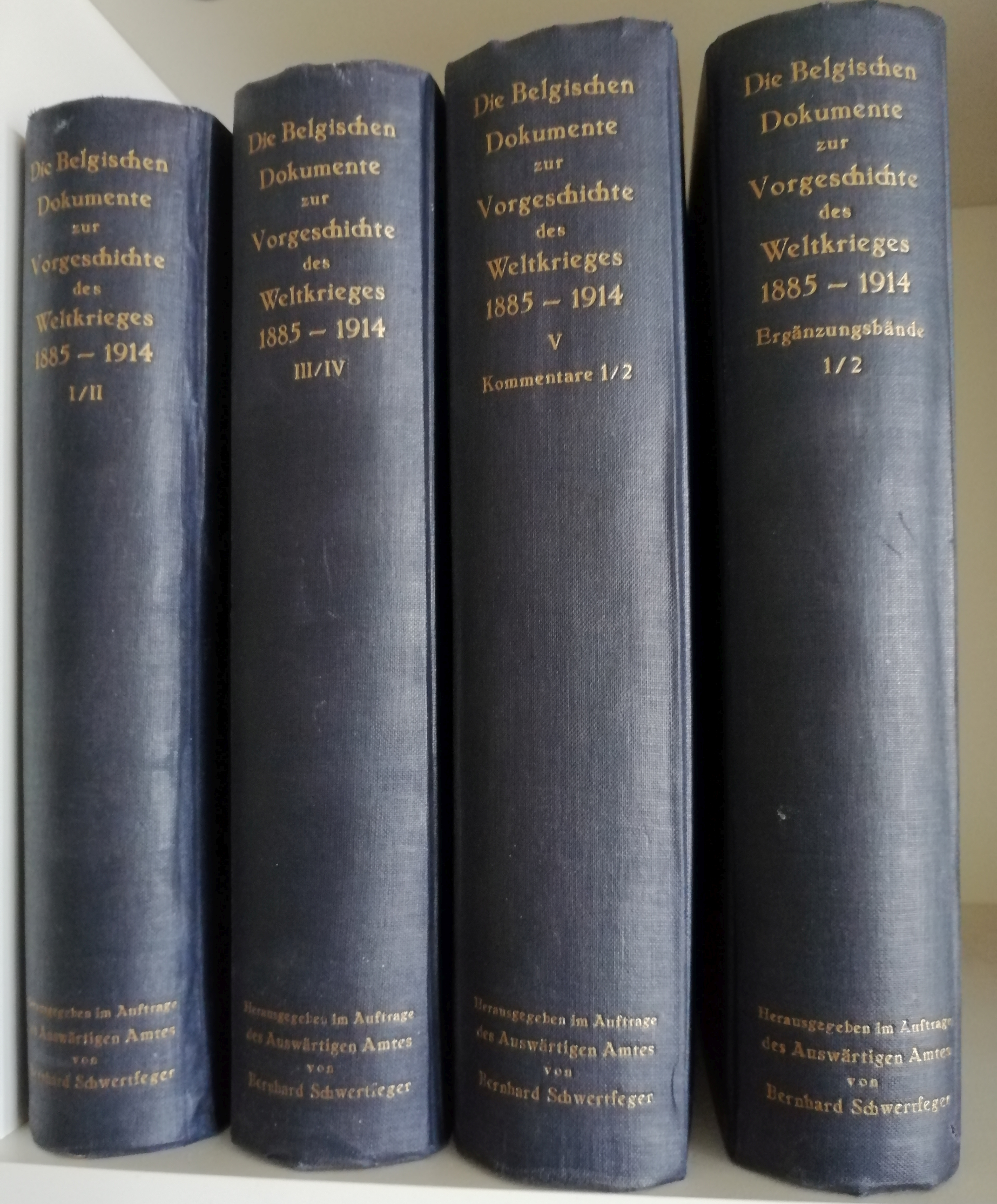
Die Belgischen Dokumente (1925)

- Der Königlich Hannoversche Generalleutnant August Friedrich Freiherr v.d. Bus(s)che-Ippenburg – Ein Soldatenleben aus bewegter Zeit. Hahn, Hannover 1904 (Digitalisat)
- Geschichte der Königlich Deutschen Legion 1803–1816. 2 Bde., Hahn, Hannover 1907 (Band 1, Band 2).
- Zur europäischen Politik 1887–1914 (1919)
- Amtliche Aktenstücke zur Geschichte der Europäischen Politik 1871–1914 – Der geistige Kampf um die Verletzung der belgischen Neutralität (1919)
- Belgische Landesverteidigung und Bürgerwacht (garde civique) 1914 (1920)
- Die Grundlagen des belgischen Franktireurkrieges 1914 – Das deutsche amtliche Material (1920)
- Poincaré und die Schuld am Weltkriege (1921)
- Deutschlands Schuld am Weltkriege – Antwort an Lloyd George (1921)
- Der Fehlspruch von Versailles – Deutschlands Freispruch aus belgischen Dokumenten 1871–1914 – Abschließende Prüfung der Brüsseler Aktenstücke (1921)
- Belgiens Mobilmachung 1914. In: Mitteilungen. Verband deutscher Kriegssammlungen (1921), Heft 3, S. 110–112 (Digitalisat).
- Ursachen des Zusammenbruchs: Entstehung, Durchführung und Zusammenbruch der Offensive von 1918 (1922)
- Die Diplomatischen Akten des Auswärtigen Amtes 1871–1914 – Ein Wegweiser durch das große Aktenwerk der Deutschen Regierung (1924)
- Amtliche Aktenstücke zur Geschichte der Europäischen Politik, 1885–1914 (Die Belgischen Dokumente zur Vorgeschichte des Weltkrieges) (1925)
- Die politischen und militärischen Verantwortlichkeiten im Verlaufe der Offensive von 1918 (1925)
- Die Ursachen und die Verantwortlichkeiten des Großen Krieges – Beweise und Zeugnisse (1926)
- Bismarck-Epoche 1871–1890 (1927)
- Weltpolitische Komplikationen 1908–1914 (1927)
- Dokumentarium zur Vorgeschichte des Weltkrieges 1871–1914 (1928)
- Der Weltkrieg der Dokumente – 10 Jahre Kriegsschuldforschung und ihr Ergebnis (1929)
- Die Wahrheit über Dreyfus (1930)
- Rudolf Valentini - Kaiser und Kabinettschef (1931)
- Der neue franko-russische Zweibund im Lichte französischer Vorkriegsakten (1936)
- Die großen Erzieher des deutschen Heeres – Aus der Geschichte der Kriegsakademie (1936)
- Gerhard Johann David von Scharnhorst, preußischer General (1936)
- Das deutsche Volk – Sein Wesen, seine Stände / Die deutsche Soldatenkunde (1937)
- Das Weltkriegsende – Gedanken über die deutsche Kriegsführung 1918 (1937)
- Kriegsgeschichte und Wehrpolitik – Vorträge und Aufsätze aus drei Jahrzehnten (1938)
- Deutschland und Russland im Wandel der europäischen Bündnisse (1939)
- England und das Diktat von Versailles (1940)
- Im Kampf um den Lebensraum 1870–1940 (1940)
- Graf Wilhelm zu Schaumburg-Lippe (1941)
- Rätsel um Deutschland 1933 bis 1945 (1947)
- Rätsel um Deutschland – Tatsachen und Hintergründe der deutschen Geschichte 1918–1945 (1948)